# Koninklijk Instituut voor de Marine
Das Koninklijk Instituut voor de Marine (KIM) (deutsch „Königliches Institut für die Marine“) ist die Marineakademie der Niederlande.

## Aufgabe
Das KIM dient der Ausbildung von Marineoffizieren der Koninklijke Marine, also der niederländischen Königlichen Marine. Es ist ein Bestandteil der Niederländischen Verteidigungsakademie, Nederlandse Defensie Academie (NLDA). Sein Sitz ist Den Helder, eine Gemeinde an der Nordseeküste in der Provinz Nordholland. Pendant für Offiziere von Heer und Luftwaffe der niederländischen Streitkräfte ist die Koninklijke Militaire Academie (KMA) in Breda.
Die Königliche Marine stellt besondere Anforderungen an junge Offiziere, die in den operativen Einheiten arbeiten. Daran angepasst ist das Ausbildungsprogramm des KIM. Die Kadetten werden sorgfältig auf ihre Karriere als militärische Führungspersönlichkeiten vorbereitet. Hierbei wechseln sich Theorie und Praxis ab. Die Kurse bestehen aus einer Kombination von maritimer, militärischer, technischer und persönlicher Ausbildung. Dazu gehört auch eine fundierte naturwissenschaftliche Ausbildung.
Pro Jahrgang erhalten etwa 300 zukünftige Offiziere ihre Ausbildung am KIM. Das Motto Sumus et fore speramus in lateinischer Sprache bedeutet: „Wir sind, und hoffen zu werden.“
- Institutsgebäude
- Eingangsschild

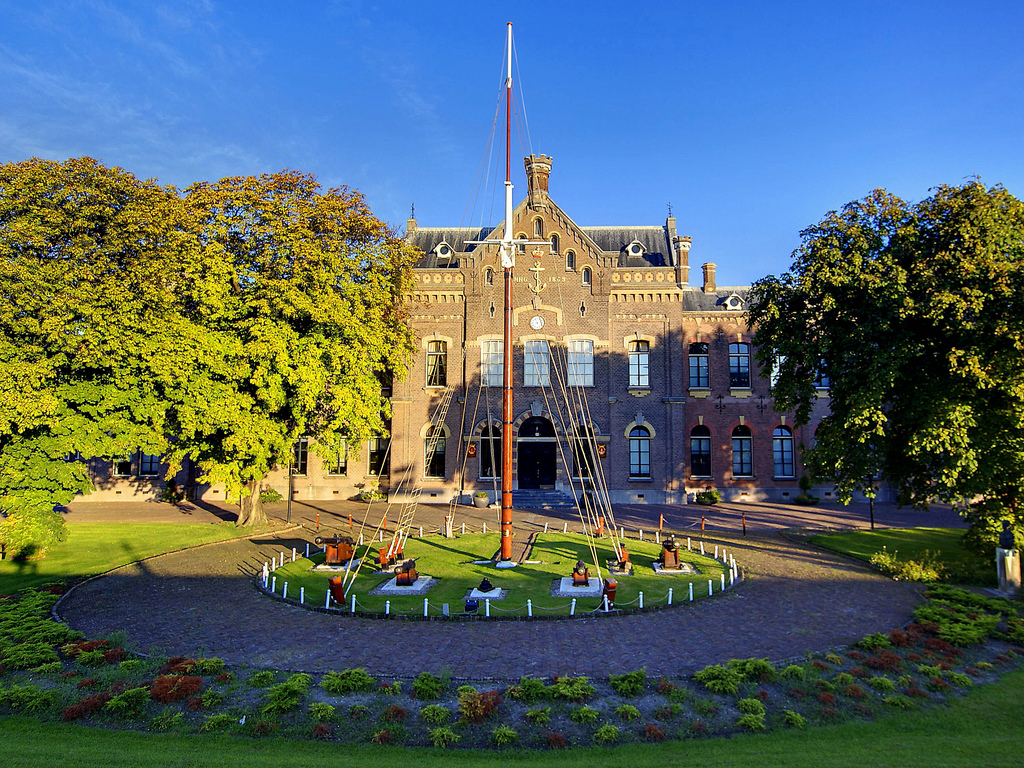
Institutsgebäude
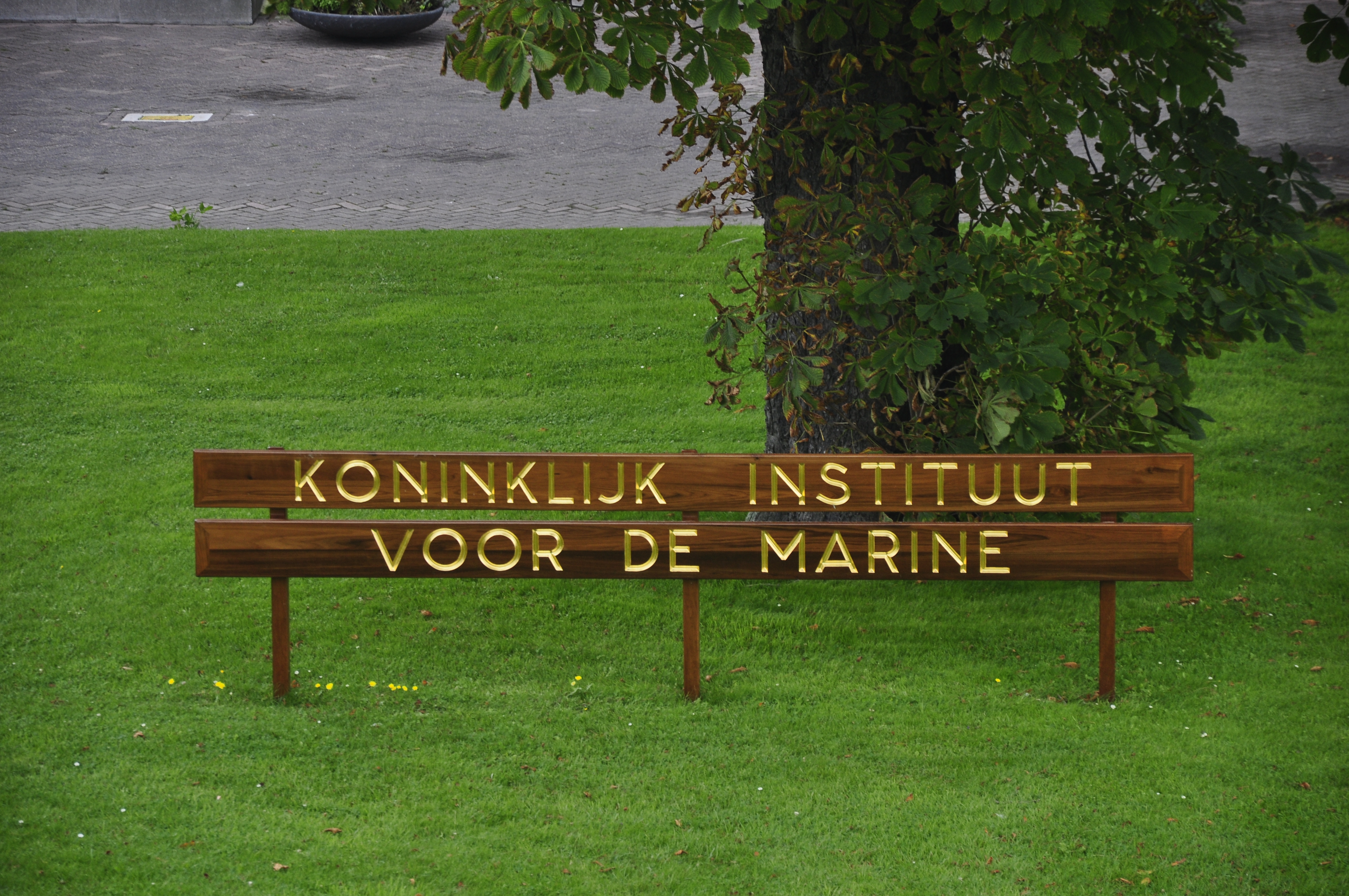
Eingangsschild
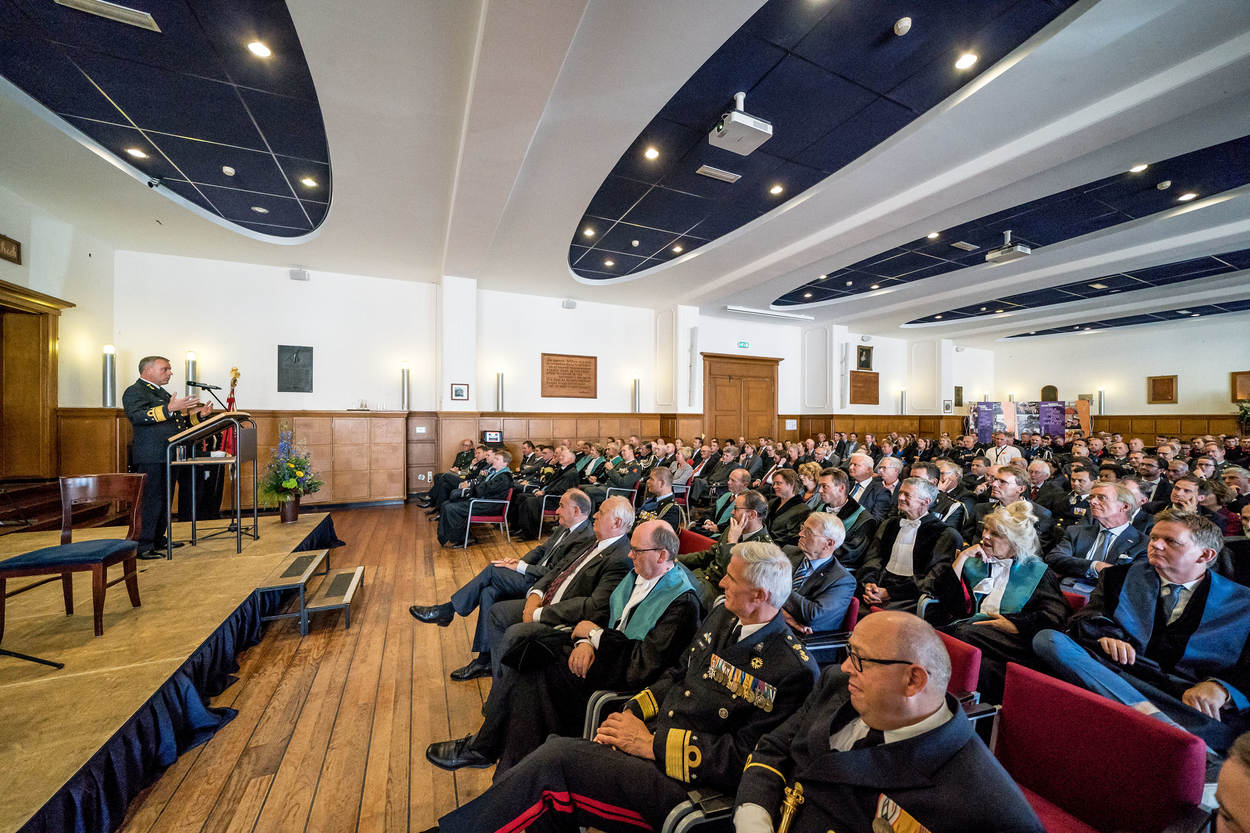
Begrüßung eines neuen Jahrgangs (2018)
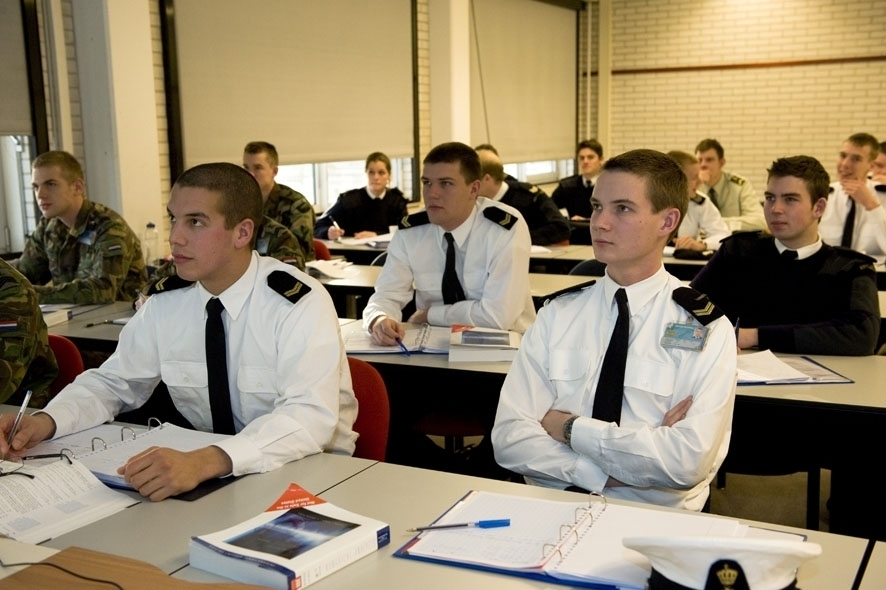
Ausbildungsklasse
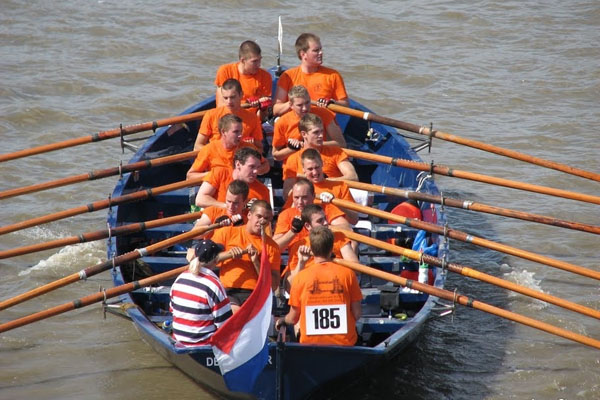
Ruderausbildung

- Ausbildungsklasse
- Ruderausbildung
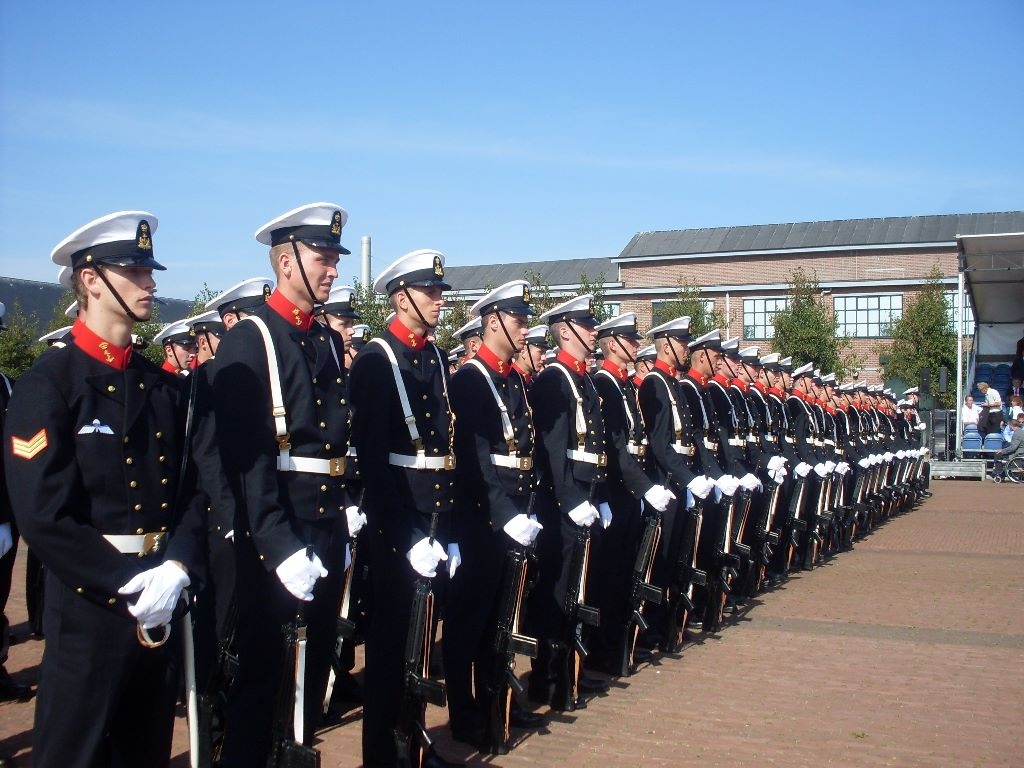
Aufstellung
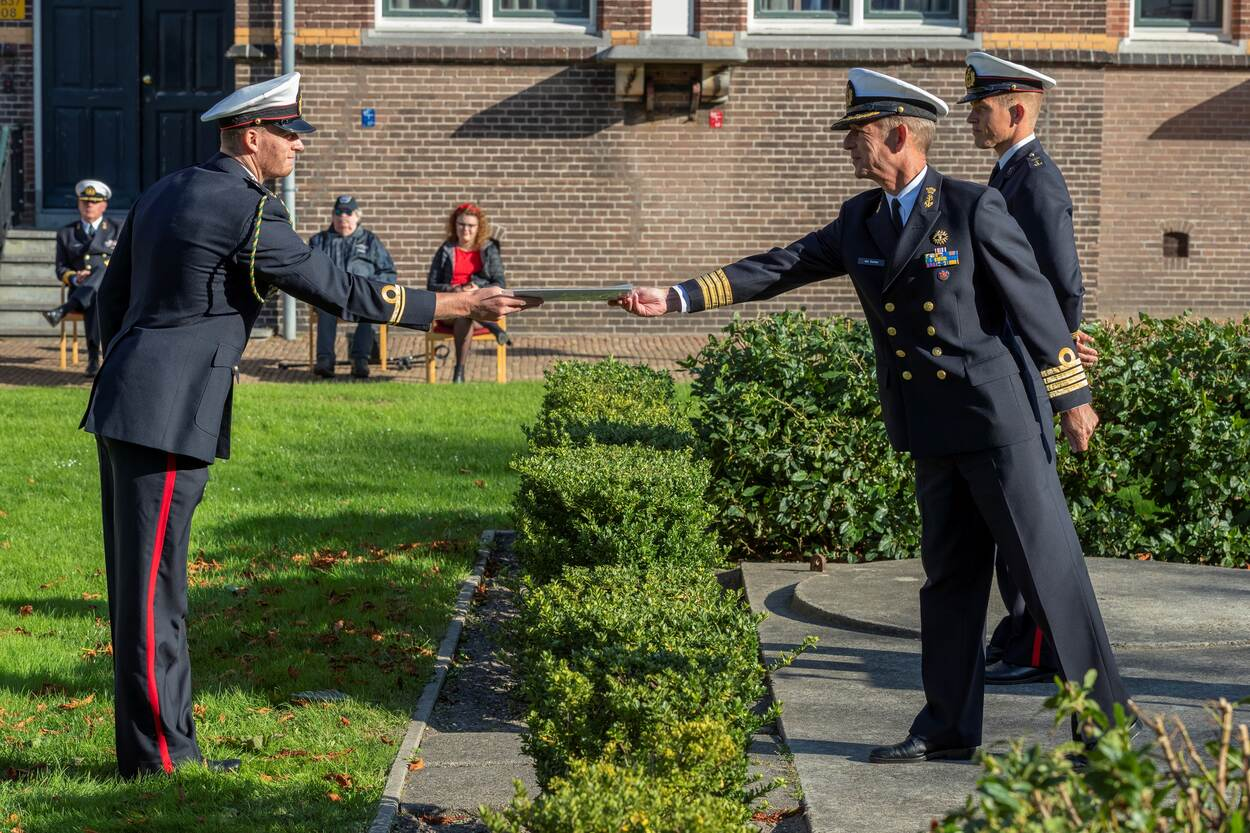
Überreichung des Abschluss-Diploms